# Hans Becker (Politiker, 1877)
Hans Becker (* 11. Dezember 1877 in Hannover; † 28. April 1947 in Minden) war ein deutscher Politiker (DVP) zur Zeit des Kaiserreichs und der Weimarer Republik. Von 1911 bis 1923 war er Oberbürgermeister der Stadt Minden in Westfalen.

## Leben
Hans Becker studierte Rechtswissenschaften und wurde zum Dr. jur. promoviert. Nachdem er zuvor Beigeordneter und 2. Stellvertreter des Oberbürgermeisters Johannes Johansen gewesen war, trat er am 1. März 1911 dessen Nachfolge an. Becker gehörte in der Weimarer Republik der (DVP) an. Sein Nachfolger wurde am 2. März 1923 der bisherige 2. Bürgermeister Carl Dieckmann (DDP). Besondere Verdienste erwarb sich Becker um Gründung des Weserbundes, bei der er als treibende Kraft galt. Die Gründungsversammlung war am 15. Dezember 1921 im Gesellschaftshaus „Weserklause“ in Minden.
1911–1918 gehörte er dem Preußischen Herrenhaus an. 1911 bis 1932 war er für den Wahlkreis Minden Mitglied im Provinziallandtag der Provinz Westfalen.
Nach seinem Ausscheiden als Bürgermeister blieb Hans Becker bis zu seinem Tod 1947 mit seiner Frau Emmy in Minden wohnen.